# Lac des Mille Lacs (Ontario)
Ne doit pas être confondu avec Lac des Mille Lacs (Minnesota).
Le lac des Mille Lacs est une étendue d'eau située dans le district de Thunder Bay dans la province de l'Ontario au Canada.
Le lac des Mille Lacs contribue au bassin fluvial du fleuve Nelson, par l'intermédiaire de son principal émissaire, la rivière Seine qui se déverse dans le lac à la Pluie, puis de là s'écoule par le biais de la rivière à la Pluie jusqu'au lac des Bois et à la rivière Winnipeg.
Son nom lui fut donné par les trappeurs et coureurs des bois Canadiens-français qui arpentèrent la région, chassèrent les animaux à fourrure et commercèrent avec les Amérindiens. Le lac des Mille Lacs était un important lieu d'échange pour la traite.